# Aspindza (distrikt)
Aspindza (georgiska: ასპინძის მუნიციპალიტეტი, Aspindzis munitsipaliteti) är ett distrikt i Georgien. Det ligger i regionen Samtsche-Dzjavachetien, i den centrala delen av landet, 130 km väster om huvudstaden Tbilisi. Antalet invånare år 2014 var 10 372.